# Hebert Conceição
Hebert Wilian Carvalho da Conceição Sousa, noto anche come Hebert Sousa (Salvador, 28 febbraio 1998), è un pugile brasiliano.

## Biografia
Nato a Salvador all'interno di una famiglia povera, inizia a praticare il pugilato all'età di 15 anni.

## Carriera
Rappresenta il Brasile nel torneo dei medi dei Giochi olimpici di Tokyo 2020, dove seppur sfavorito conquista la medaglia d'oro battendo in finale l'ucraino Chyžnjak per knockout all'ultimo round.

### Principali incontri disputati
Statistiche aggiornate all'8 agosto 2021.
| Evento    | Edizione          | Categoria    | Sedicesimi                     | Ottavi                                  | Quarti                           | Semifinale               | Finale                         | Pos. | Note |
| --------- | ----------------- | ------------ | ------------------------------ | --------------------------------------- | -------------------------------- | ------------------------ | ------------------------------ | ---- | ---- |
| Mondiali  | Ekaterinburg 2019 | Medi (75 kg) | Andrej Mersljakov ( GER) V 3-2 | Fanat Kakhramonov ( UZB) V 3-2          | Salvatore Cavallaro ( ITA) V 4-1 | Gleb Bakshi ( RUS) P 4-1 | non qualificato                |      |      |
| Olimpiadi | Tokyo 2020        | Medi (75 kg) | Bye                            | Tuohetaerbieke Tanglatihan ( CHN) V 3-2 | Abilkhan Amankul ( KAZ) V 3-2    | Gleb Bakshi ( ROC) V 4-1 | Oleksandr Chyžnjak ( UKR) V KO |      |      |